# جسیکا ویلیامز (بازیگر)
جسیکا ویلیامز (انگلیسی: Jessica Williams؛ زادهٔ ۳۱ ژوئیهٔ ۱۹۸۹) یک هنرپیشه اهل ایالات متحده آمریکا است. وی از سال ۲۰۰۶ میلادی تاکنون مشغول فعالیت بوده‌است.
از فیلم‌های معروف او می‌توان به بازی در اهداکننده و جانوران شگفت‌انگیز: اسرار دامبلدور اشاره کرد.